# Toyooka (Nagano)
Toyooka (豊丘村?) è un villaggio giapponese della prefettura di Nagano.